# 西拉諾雷達

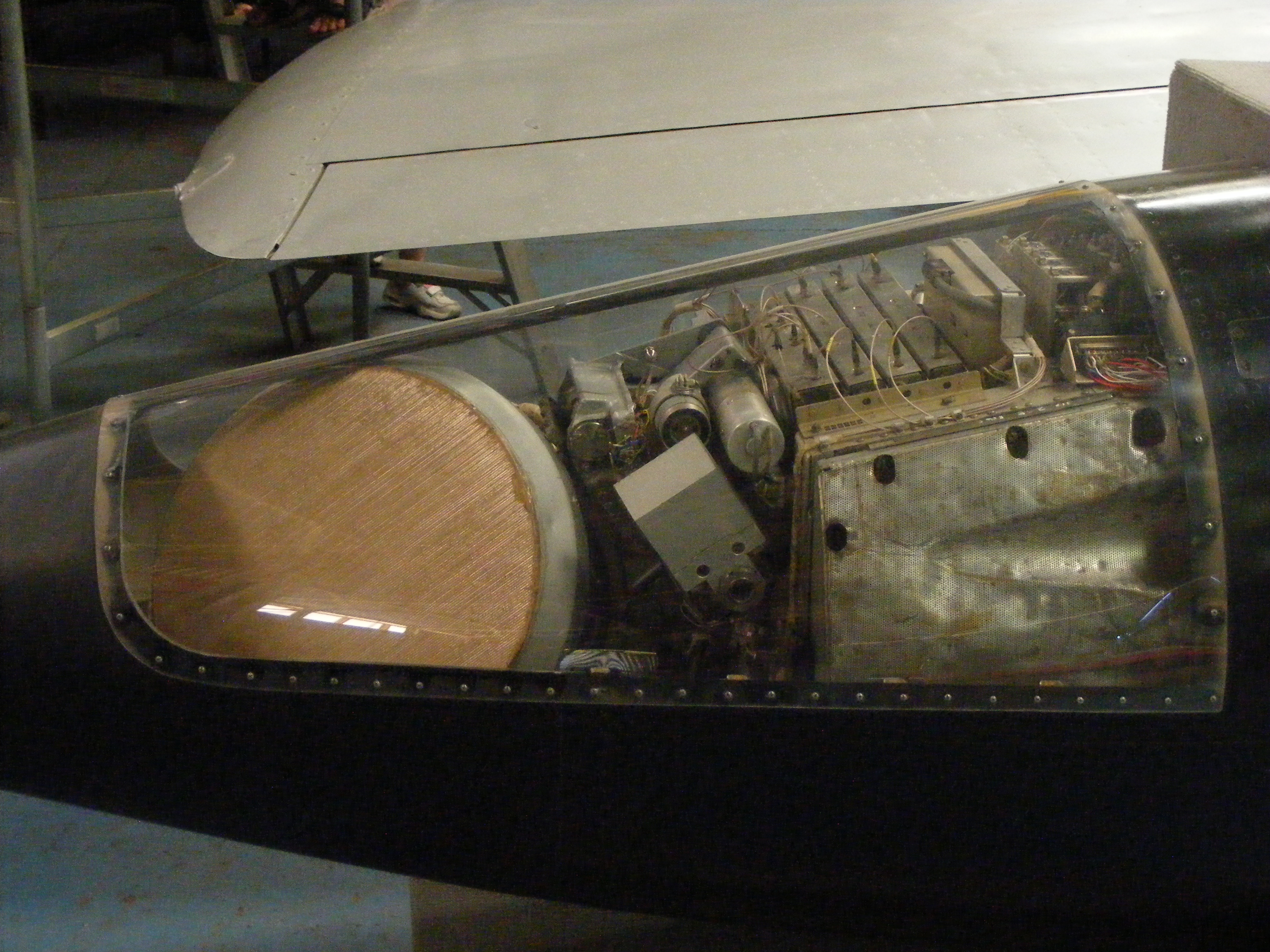
澳洲皇家空軍幻象3型戰鬥機的西拉諾Ⅱ型機載雷達

西拉諾雷達（法語：Cyrano Radar）是一系列由法國的CSF公司（Compagnie Générale de la Télégraphie Sans Fil，通用無線電報公司）從20世紀60年代開始生產的機載雷達，最初用於幻象3C型戰鬥機和紳寶J 35戰鬥機，隨後這款雷達也陸續被安裝在達梭航太、SEPECAT兩家飛機製造商的多款航空機上。

## 西拉諾Ⅰ型
西拉諾Ⅰ型雷達是CSF公司自1958年開始為法國空軍研發的一款機載雷達。

### 構造
西拉諾Ⅰ型雷達是一款單脈衝雷達，安裝於飛機的密封機頭內。天線的直徑為36公分，可通過伺服機構在傾角和方位角上移動。雷達中包含一個無線電發射器和一個接收器：發射器為4J50型多腔磁控管，在波長3公分的波段具有300千瓦的峰值功率；接收器的雜訊係數為9分貝，並備有混頻器和前置放大器。整個雷達由6111型、61126型超微真空管排列成30排組成，每排各9支、7支或5支真空管，並通過水和乙二醇循環流動冷卻整個系統。西拉諾Ⅰ型雷達具有類比電路，可進行訊號處理、遙測、偏差測量、天線控制以及雷達導引飛彈的導航。

### 性能
西拉諾Ⅰ型雷達專為攔截高空飛行的轟炸機而設計。具備檢測、追蹤、自動導航、飛彈導引以及地形測繪功能。它可以輔助30毫米德發轉輪式機炮和亞丁轉輪式機炮射擊目標，並能導引R.511飛彈和R.530飛彈。

### 引文
1. ↑  Darricau & Blanchard 2002，第42頁.
2. ↑  Darricau & Blanchard 2002，第14-15頁.
3. ↑  Flight International 1963，第432-434頁.
4. ↑  COMAERO 2000.
5. ↑  Taylor, Phil. . effectrode.com.   [2023-12-10]. （原始内容存档于2018-08-14）.

### 書目
- Comité pour l'histoire de l'aéronautique (COMAERO).  1. Département d'histoire de l'armement du Centre des hautes études de l'armement. 2000  [10 December 2023]. （原始内容 (pdf)存档于2016-02-17） （法语）.
- Darricau, Jacques; Blanchard, Yves.  (pdf). Revue Pégase. November 2002, (107)  [2024-10-18]. （原始内容存档 (PDF)于2016-06-24） （法语）.
- . Flight International magazine. 1963-09-05 （法语）.